# 奧羅庫埃

奧羅庫埃是哥倫比亞的城鎮，位於該國東部，由卡薩納雷省負責管轄，距離首府約帕爾190公里，始建於1858年，面積4,789平方公里，海拔高度128米，2005年人口7,324。
4°47′39″N 71°20′24″W / 4.79417°N 71.34°W